# Nièvre
Nièvre (58) es un departamento francés situado en la región de Borgoña-Franco Condado. Su capital (o prefectura) es la ciudad de Nevers.
El departamento debe su nombre al río homónimo, que fluye a través del departamento y que es afluente del río Loira.

## Historia

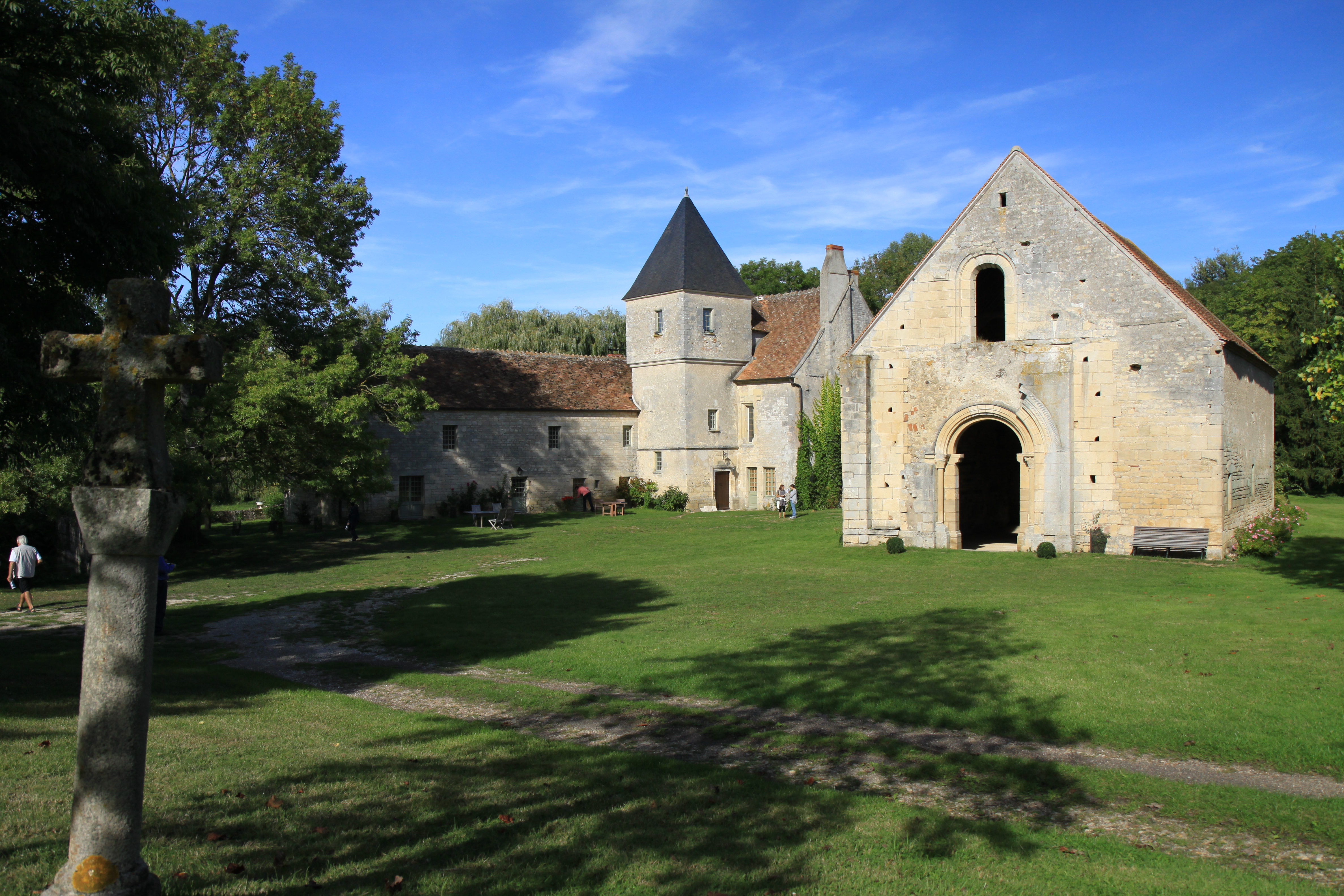
Commanderie de los Caballeros templarios en Saint-Père.

Nièvre es uno de los 83 departamentos originales creados el 4 de marzo de 1790, durante la Revolución francesa; se nombró a Nevers como su capital. Fue formado con partes de la antigua provincia de Nivernois y originalmente se escribía Nyèvre.
El departamento fue dividido en nueve distritos: Nevers, Saint-Pierre-le-Moutier, Decize, Moulins-Engilbert, Château-Chinon, Corbigny, Clamecy, Cosne y La Charité.
Cuando se crearon en 1800 los arrondissements, el número de distritos fue reducido a cuatro: Nevers, Château-Chinon, Clamecy y Cosne. El 10 de septiembre de 1926 fue eliminado el distrito de Cosne pero volvió a ser un distrito en 1943.

## Geografía

Mapa de Nièvre.

Nièvre forma parte de la región de Borgoña. Tiene una superficie de 6817 km².
El departamento colinda con 3 regiones y 6 departamentos:
- Borgoña
  - Yonne (norte)
  - Côte-d'Or (este)
  - Saona y Loira (sureste)
- Auvernia
  - Allier (suroeste)
- Centro-Valle de Loira
  - Cher (oeste)
  - Loiret (brevemente, en el extremo noroeste)

| Noroeste: Loiret | Norte: Yonne |                        |
| Oeste: Cher      |              | Este: Côte-d'Or        |
| Suroeste: Allier |              | Sureste: Saona y Loira |

Hay tres zonas geográfica principales en el departamento:
1. La zona oriental, con pequeñas colinas boscosas; aquí se encuentra el Morvan y el parque natural regional del Morvan.
2. La zona central, una zona agrícola.
3. La zona occidental, organizada a lo largo de una línea de norte a sur formada por el valle del Loira; es la región del departamento con mayor población.

Los principales ríos en el departamento son el Loira, que constituye la mayor parte de la frontera occidental, con sus afluentes los ríos Allier y Aron; y el río Yonne y su afluente el río Cure, que irrigan la parte oriental del departamento.

### Clima
El clima en Nevers es del tipo clima oceánico (Cfb), de acuerdo a la clasificación climática de Köppen.
Llueve en todas las estaciones pero las precipitaciones son más importantes en la zona oriental, en el Morvan, y son más débiles en el valle del Loira.

## Administración
El Consejo General de Nièvre, con sede en Nevers, es la asamblea deliberante del departamento, el cual es parte de la región de Borgoña.

### Divisiones administrativas
Hay cuatro distritos (arrondissements), 32 cantones y 312 comunas en Nièvre.
| Distrito               | Capital                | Población (2012) | Área (km²) | Densidad (hab./km²) | Cantones | Comunas |
| ---------------------- | ---------------------- | ---------------- | ---------- | ------------------- | -------- | ------- |
| Château-Chinon (Ville) | Château-Chinon (Ville) | 26.337           | 1929,1     | 13,7                | 6        | 72      |
| Clamecy                | Clamecy                | 25.610           | 1464       | 17,5                | 6        | 93      |
| Cosne-Cours-sur-Loire  | Cosne-Cours-sur-Loire  | 44.972           | 1403,3     | 32                  | 7        | 64      |
| Nevers                 | Nevers                 | 119.867          | 2020,3     | 59,3                | 13       | 83      |
| Total                  |                        | 216.786          | 6816,7     | 31,8                | 32       | 312     |

## Población
Los habitantes de Yonne se donominan en idioma francés Nivernais y Nivernaises.
La población total de Nièvre en 2012 fue de 216 786, para una densidad poblacional de 31,8. El distrito de Nevers, con 119 867 habitantes, es el distrito más poblado.
Las comunas en el departamento con más de 5000 habitantes son:
| Comuna                | Población (2012) | Distrito              |
| --------------------- | ---------------- | --------------------- |
| Nevers                | 35.327           | Nevers                |
| Cosne-Cours-sur-Loire | 10.551           | Cosne-Cours-sur-Loire |
| Varennes-Vauzelles    | 9.503            | Nevers                |
| Decize                | 5.711            | Nevers                |
| La Charité-sur-Loire  | 5.080            | Nevers                |

## Galería

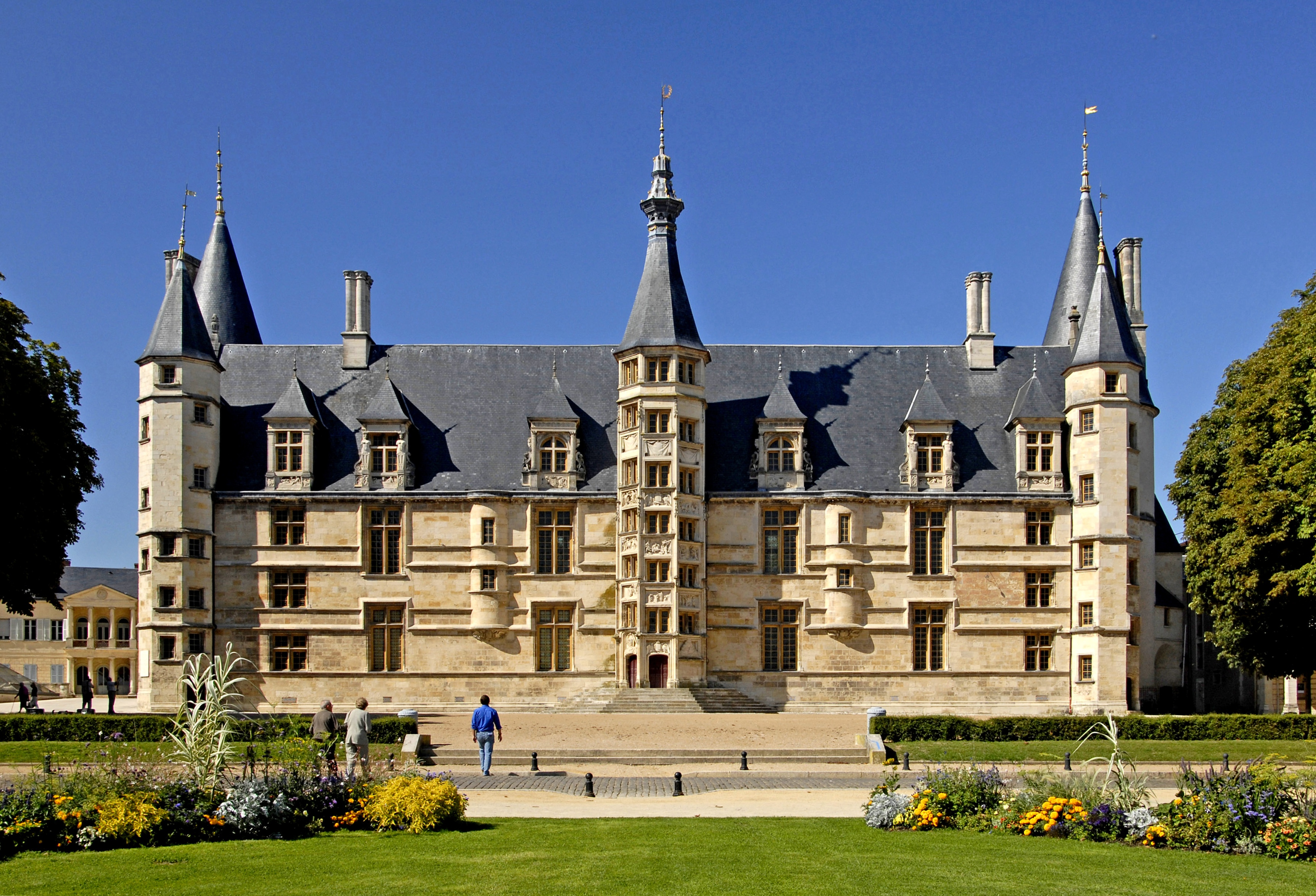
Palacio Ducal en Nevers
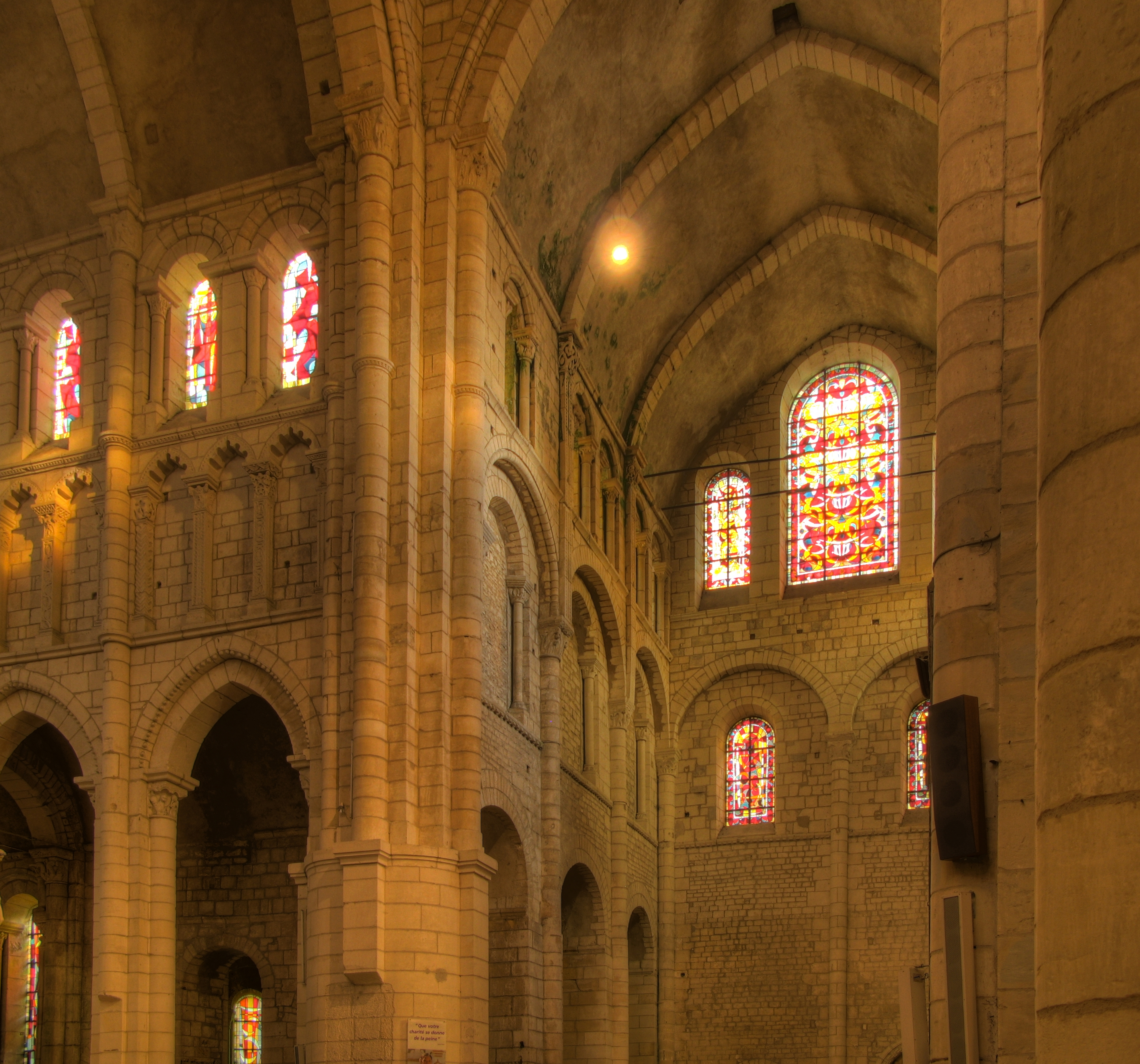
Notre-Dame de La Charité-sur-Loire
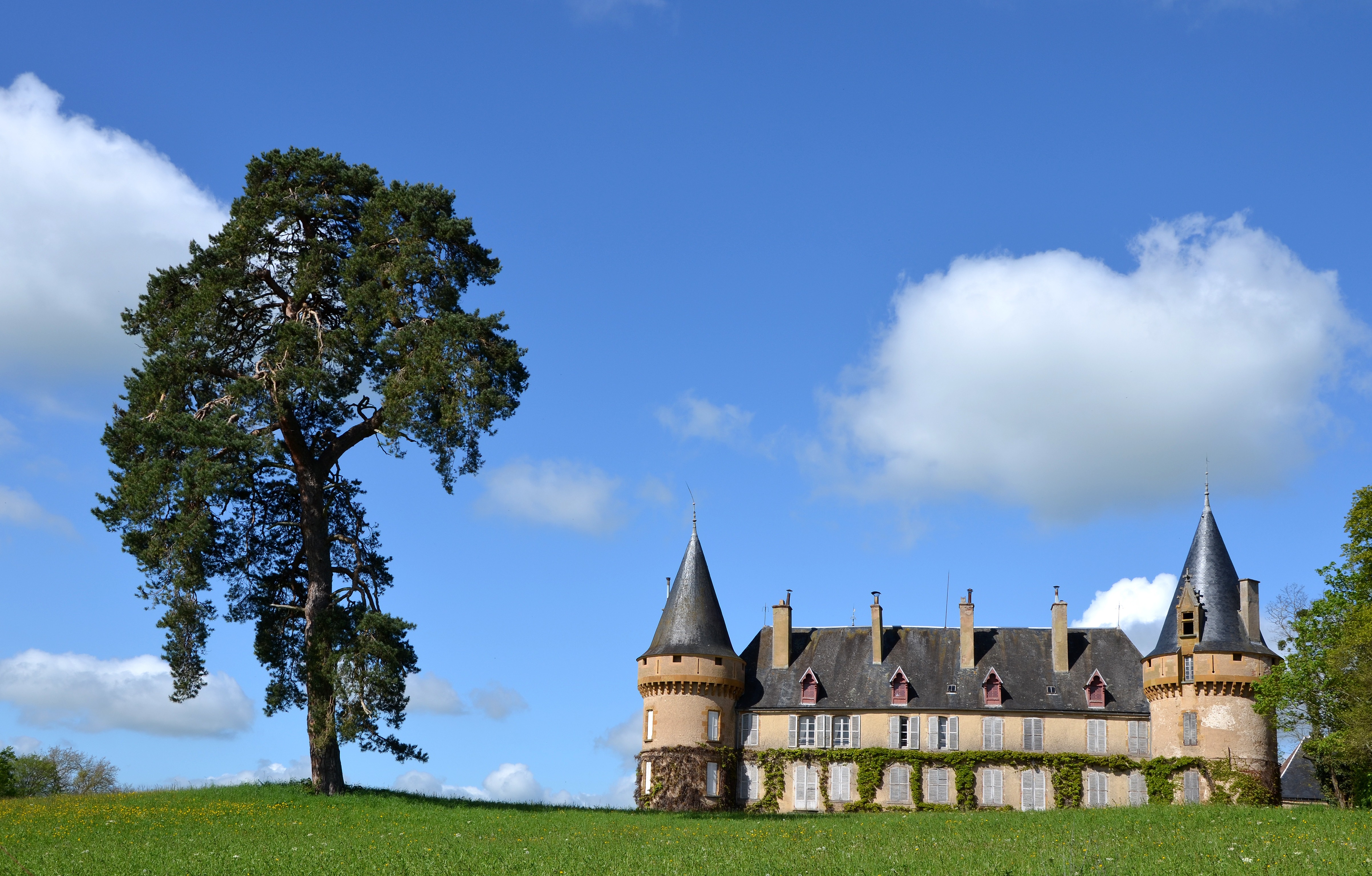
Château de Villemolin, Anthien
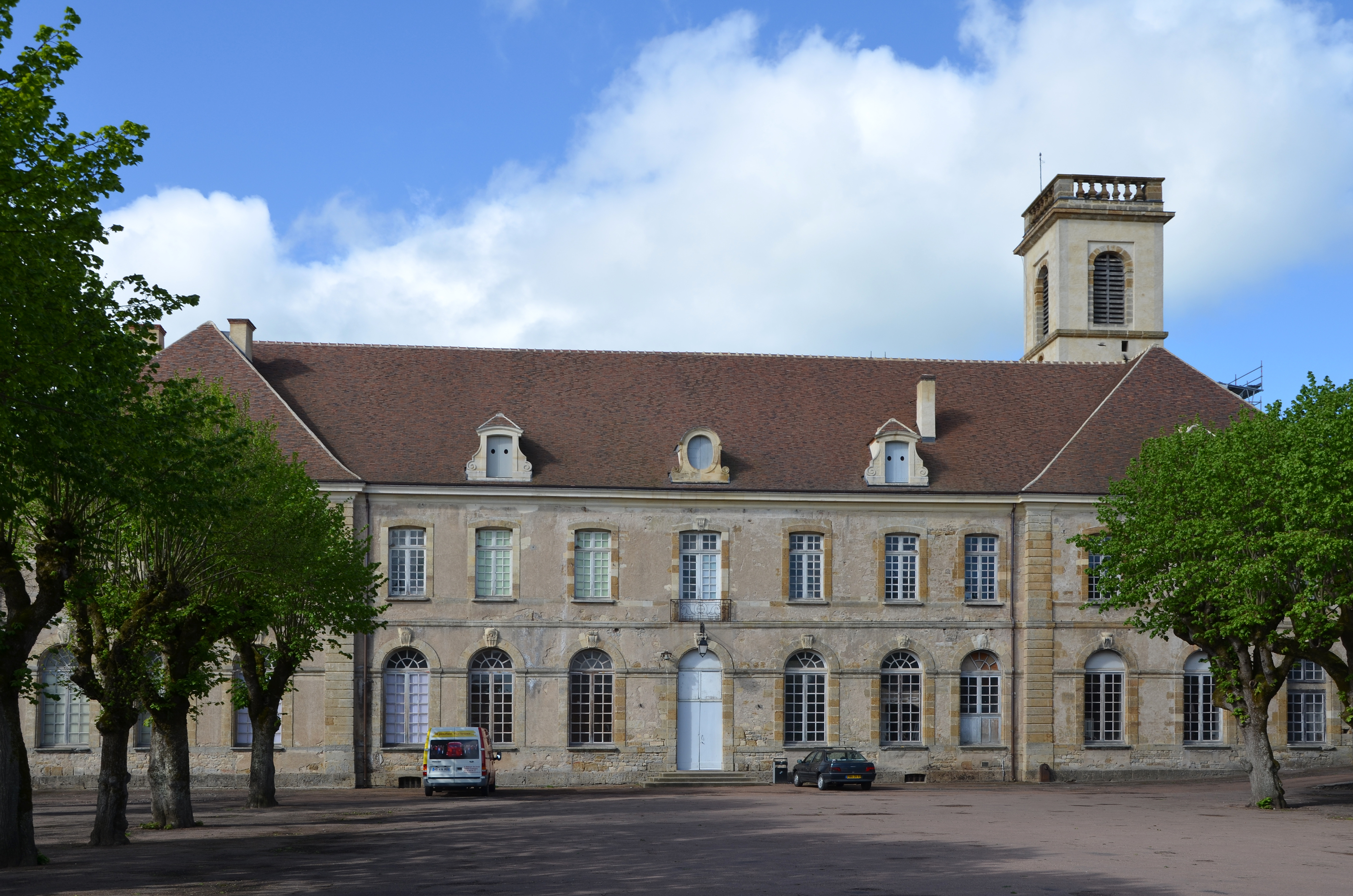
Abadía de Corbigny